# CE Волка
CE Волка (лат. CE Lupi) — одиночная переменная звезда в созвездии Волка на расстоянии (вычисленном из значения параллакса) приблизительно 14004 световых лет (около 4294 парсеков) от Солнца. Видимая звёздная величина звезды — от менее +16m до +13,2m.

## Характеристики
CE Волка — красная пульсирующая переменная звезда, мирида (M:) спектрального класса M. Эффективная температура — около 3285 K.